# Associazione Sportiva Cosenza 1971-1972
Questa voce raccoglie le informazioni riguardanti l'Associazione Sportiva Cosenza nelle competizioni ufficiali della stagione 1971-1972.

## Rosa
| N. |                   | Ruolo | Calciatore         |
| -- | ----------------- | ----- | ------------------ |
|    | Italia (bandiera) | P     | Enrico Bastiani    |
|    | Italia (bandiera) | D     | Libero Bompan      |
|    | Italia (bandiera) | C     | Ezio Campidonico   |
|    | Italia (bandiera) | C     | Giuliano Cocconi   |
|    | Italia (bandiera) | D     | Sergio Codognato   |
|    | Italia (bandiera) | C     | Enrico Concari     |
|    | Italia (bandiera) | A     | Bruno Dalle Fratte |
|    | Italia (bandiera) | C     | Giuseppe D'Elia    |
|    | Italia (bandiera) | C     | Luigi Ferioli      |
|    | Italia (bandiera) | D     | Pasquale Fiore     |

| N. |                   | Ruolo | Calciatore           |
| -- | ----------------- | ----- | -------------------- |
|    | Italia (bandiera) | A     | Salvatore Frisenda   |
|    | Italia (bandiera) | A     | Gianfranco Gagliardi |
|    | Italia (bandiera) | D     | Franco Gioannetto    |
|    | Italia (bandiera) | P     | Paolo Giusti         |
|    | Italia (bandiera) | D     | Eros Gobbi           |
|    | Italia (bandiera) | C     | Giusto Lodi          |
|    | Italia (bandiera) | C     | Franco Manfroni      |
|    | Italia (bandiera) |       | Palcini              |
|    | Italia (bandiera) | A     | Gennaro Sportiello   |
|    | Italia (bandiera) | C     | Antonio Vita         |